# Silnice II/266
Silnice II/266 je silnice II. třídy ve Šluknovském výběžku v okrese Děčín, která spojuje Rumburk, Šluknov, Lobendavu (silnice II/267), a dále pokračuje do Německa do města Neustadt in Sachsen.
Celková délka silnice na českém území je 22,657 km.

## Vedení silnice
- křížení s II/263
- Rumburk, křížení s III/2657
- Valdek
- křížení s III/2661
- Šluknov, křížení s III/26515, III/2666, III/2665, III/2668 a III/2662
- Velký Šenov, křížení s III/26518
- křížení s II/255
- Lipová, křížení s III/2269 a III/22610
- Lobendava, křížení s II/267
- státní hranice
- (Neustadt in Sachsen)

## Související silnice III. třídy
- III/2661 (0,665 km) spojka mezi II/266 a III/2662 u Šluknova
- III/2662 (8,5 km) Šluknov – III/2663 – III/2661 – Království (Šluknov) – Jiříkov, ukončení na II/263
- III/2663 (5,415 km) Šluknov, křížení s III/2662 – III/2664 – Fukov
- III/2664 (1,409 km) spojka mezi III/266 a III/2663 na okraji Šluknova
- III/2666 (3,737 km) Šluknov, křížení s II/266 a III/2667 – III/2664 – Harrachov – Rožany – státní hranice
- III/2667 (2,439 km) Šluknov, křížení s III/2666 – Nové Hraběcí
- III/2668 (6,794 km) Šluknov, křížení s II/266 – III/2665 – Kunratice – Brtníky, křížení s III/2657
- III/2669 (2,406 km) Lipová – III/2671 – státní hranice
- III/26610 (2,274 km) Lipová – III/26519 – III/26516